# 中國人民大學出版社
中国人民大学出版社簡稱人大出版社，是中華人民共和國最早成立的大学出版社，1955年4月在中国人民大学教材出版处的基础上成立。自建社至1966年，共出版出版物424种，800万册。1966年6月至1970年，中国人民大学出版社暫停營業。1970年10月，由於中国人民大学停办，中国人民大学出版社也随之停办。1978年7月13日，中国人民大学恢复，中国人民大学出版社同時随之恢复。1982年，中華人民共和國教育部确定中国人民大学出版社为中華人民共和國高校教材出版中心之一。中華人民共和國教育部指定的中華人民共和國50种统编高校教材中有10种由中国人民大学出版社出版。
中国人民大学出版社下屬的中国人民大学出版社印刷厂曾經是北京最大的大学印刷厂。它的前身是华北大学印刷厂，1948年成立于河北省正定县解放区。北平和平解放后，印刷廠随华北大学迁入北京，並接管剿总印刷厂。1950年中国人民大学成立后，隶属於该校中国人民大学出版处和中国人民大学出版社。

## 外部連結
- 官方网站